# Fronan
 Fronan è una città, sottoprefettura e comune della Costa d'Avorio, situata nella regione di Hambol. È capoluogo dell'omonima sottoprefettura e conta una popolazione di 33 356 abitanti (censimento 2021).